# XMobots
XMobots® é uma companhia que desenvolve, fabrica e opera sistemas não tripulados aéreos, conhecidos no Brasil como Veículos Aéreos não Tripulados (VANTs). A empresa foi a primeira companhia nacional autorizada pela Agência Nacional de Aviação Civil (ANAC) a realizar voos experimentais com VANTs no país.
Em setembro de 2022, a Embraer anunciou a aquisição minoritária da XMobots, segundo o comunicado, será realizada via fundo de investimentos cuja quotista única é a Embraer, e deixa a opção aberta de aporte adicional futuro.

## História
A xmobots® foi criada em 2007 com a proposta de desenvolver Veículos Não Tripulados (VANTs) com tecnologia nacional. A companhia nasceu incubada no Centro de Inovação, Empreendedorismo e Tecnologia da Universidade de São Paulo (CIETEC-USP) a partir de um projeto de pesquisa de seus fundadores, que na época eram alunos do Mestrado da Escola Politécnica da Universidade de São Paulo (Poli-USP). Durante seus três primeiros anos, a XMobots desenvolveu o VANT Apoena 1000B, aeronave de 32 quilos que ficou conhecida como o primeiro avião não tripulado a sobrevoar a Amazônia. Na ocasião, a XMobots utilizou o Apoena para fazer o monitoramento aéreo nas obras da hidrelétrica de Jirau, usina em construção no Rio Madeira (RO). Durante essa operação, realizada entre 2010 e 2013, a aeronave foi responsável por mapear e quantificar o desmatamento legal realizado em uma área de 1.000 km², área recorde em aerolevantamento por VANT já realizado no Brasil.

Em 2011, a empresa saiu da incubadora e transferiu sua sede para São Carlos, cidade considerada o 2.º polo aeronáutico do Estado. A decisão estratégica se deu tanto pela oferta abundante de mão de obra qualificada, já que o município sedia campi da USP, da Universidade Federal de São Carlos (UFSCar), além de duas unidades da Empresa Brasileira de Pesquisa Agropecuária e outras renomadas instituições de pesquisa; quanto pelo grande número de áreas disponíveis para a realização de voos testes com as aeronaves.

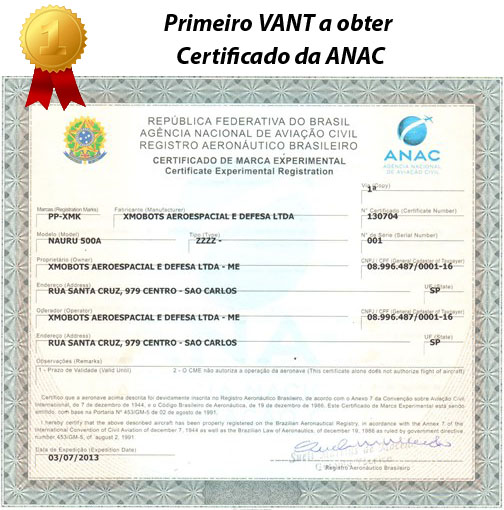
CAVE.

Em 2012, a XMobots lançou o drone Nauru 500A, um VANT de 15 quilos, robusto e de alto desempenho, para o mapeamento e fiscalização de áreas acima de 10 mil hectares. Com este VANT, a empresa obteve da Agência Nacional de Aviação Civil (ANAC) o primeiro Certificado de Autorização de Voo Experimental (CAVE) para um avião não tripulado privado e de uso civil no Brasil.
Em 2013, a XMobots lançou seu terceiro produto, o Echar 20A, primeiro VANT desenvolvido no Brasil com decolagem e aterrissagem automáticas. Com apenas sete quilos, a aeronave foi criada para o mapeamento e fiscalização de áreas de até 3 mil hectares.
Com investimento contínuo em inovação e uma equipe de profissionais altamente qualificados, a XMobots se consolidou como uma das principais empresas brasileiras especializadas no desenvolvimento e fabricação de Veículos Aéreos não Tripulados.

## Produtos

### Apoena 1000B

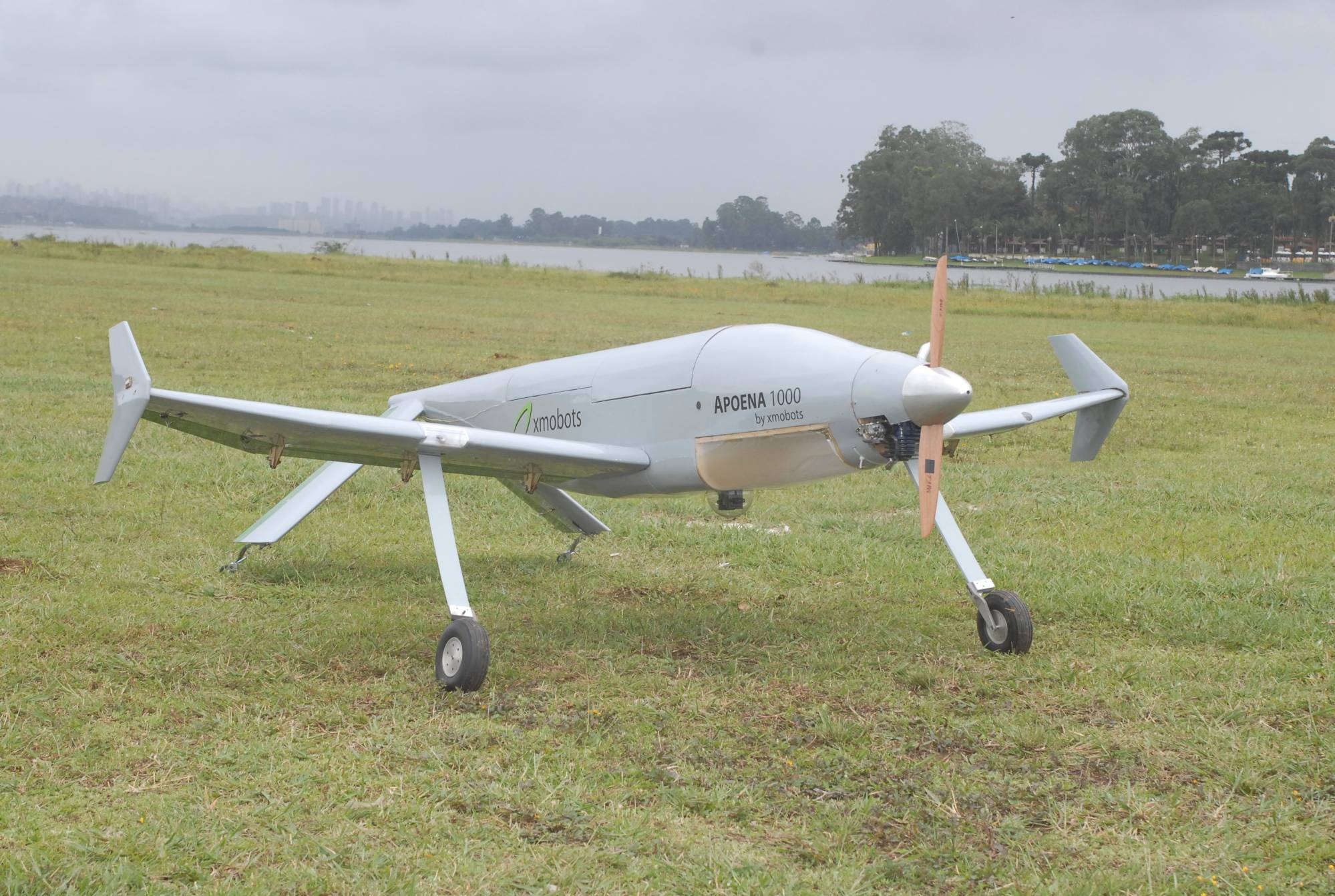
Um Apoena pronto para voar.

Primeiro VANT desenvolvido pela XMobots, o Apoena foi o primeiro avião não tripulado a sobrevoar a Amazônia. Com 32 quilos, a aeronave tem autonomia de voo de 8 horas, alcance máximo de comunicação de 60 km, velocidade de cruzeiro de 115 km/h e teto de voo de até 3 mil metros.

### Nauru 500A

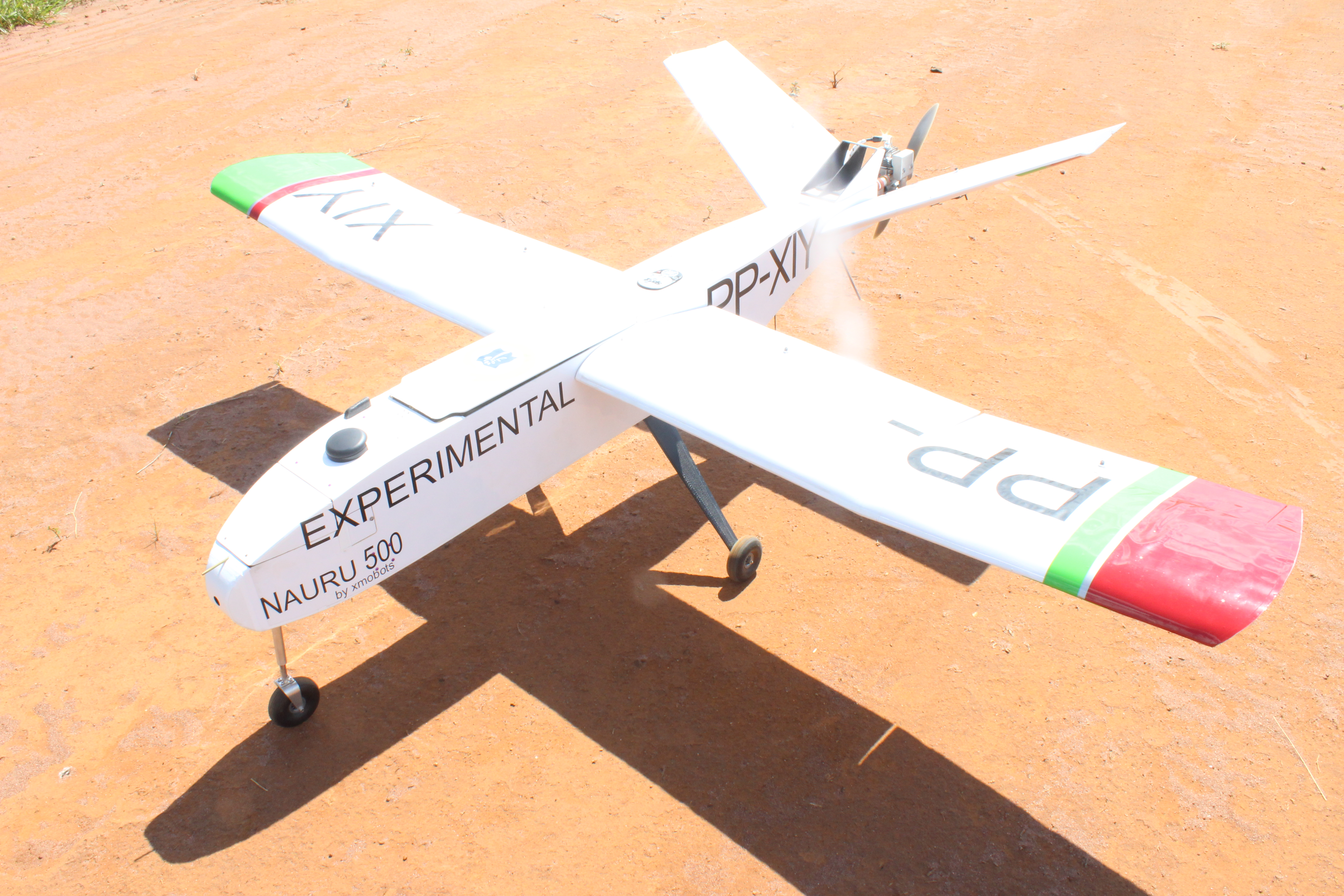
Nauru em campo.

VANT de alto desempenho para mapeamento e fiscalização de áreas acima de 10 mil hectares. Primeiro drone brasileiro de uso civil e privado certificado pela ANAC com o CAVE, a aeronave tem 15 quilos, autonomia de voo de 5,5 horas, alcance máximo de comunicação de 30 km, velocidade de cruzeiro de 108 km/h e teto de voo de até 3 mil metros. Sua câmera embarcada permite que o avião faça aerolevantamentos com uma resolução de até 2,5 centímetros por pixel (câmera de 18 Mpx).

### Echar 20A

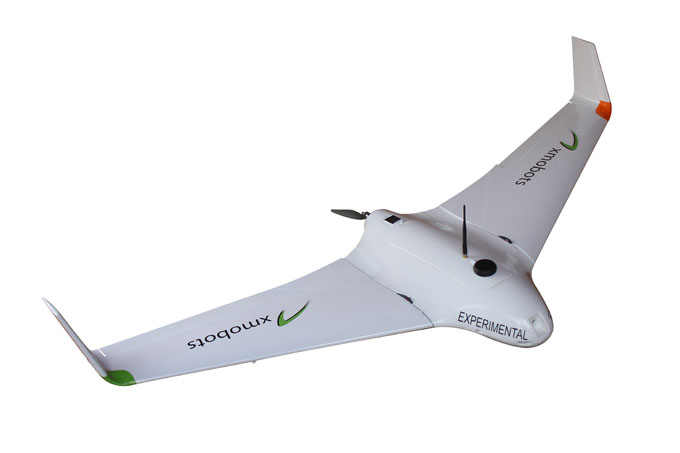
Echar, primeiro drone nacional com decolagem e aterrissagem automáticas.

Aeronave da categoria mini VANT, realiza aerolevantamentos em áreas de até 3 mil hectares. VANT nacional com decolagem e aterrissagem automáticas (sistema Hi-Start), a aeronave tem 6 quilos, autonomia de voo de até 70 min, alcance máximo de comunicação de 10 km, velocidade de cruzeiro de 75 km/h e teto de voo de até 3 mil metros.

## Cave/Anac
Em maio de 2013 a Agência Nacional de Aviação Civil (ANAC) concedeu ao VANT Nauru, desenvolvido pela XMobots, o primeiro Certificado de Autorização de Voo Experimental (CAVE) para um drone fabricado no Brasil. Com isso, a XMobots passou a ser a primeira empresa autorizada pela ANAC a fazer voos experimentais com um VANT privado e de uso civil, com fins de pesquisa e desenvolvimento, em território nacional. Além de mostrar os esforços da empresa em contribuir com a regulamentação do setor, a emissão do CAVE também demonstrou um elevado grau de maturidade da indústria brasileira no desenvolvimento de VANTs. 
Na época da emissão do documento, o gerente-geral de Certificação de Produto Aeronáutico da ANAC, Hélio Tarquinio, ressaltou que a Agência considera o tema relevante e trabalha de forma a viabilizar as operações deste novo tipo de aeronave no Brasil, "com o foco na missão da ANAC, que é promover a segurança e a excelência do sistema de aviação civil”.